# Arcoscalpellum gryllum
Arcoscalpellum gryllum is een rankpootkreeftensoort uit de familie van de Scalpellidae. De wetenschappelijke naam van de soort is voor het eerst geldig gepubliceerd in 1981 door Zevina.